# Freeport (Texas)
Pour les articles homonymes, voir Freeport.
Freeport est une ville du comté de Brazoria au Texas, États-Unis. Elle fait partie de la Houston–Sugar Land–Baytown Metropolitan Area. Sa population s’élevait à 12 049 habitants lors du recensement de 2010, estimée à 12 153 habitants en 2016.

## Histoire
Les promoteurs de la société Freeport Sulphur Co., exploitant le gisement de soufre du dôme de sel de Brian Mound, le long du Golfe du Mexique, créèrent au mois de novembre 1912 la colonie ouvrière de Freeport pour loger les mineurs, et aménager un terminal maritime pour Houston, rival de Galveston et Corpus Christi,.

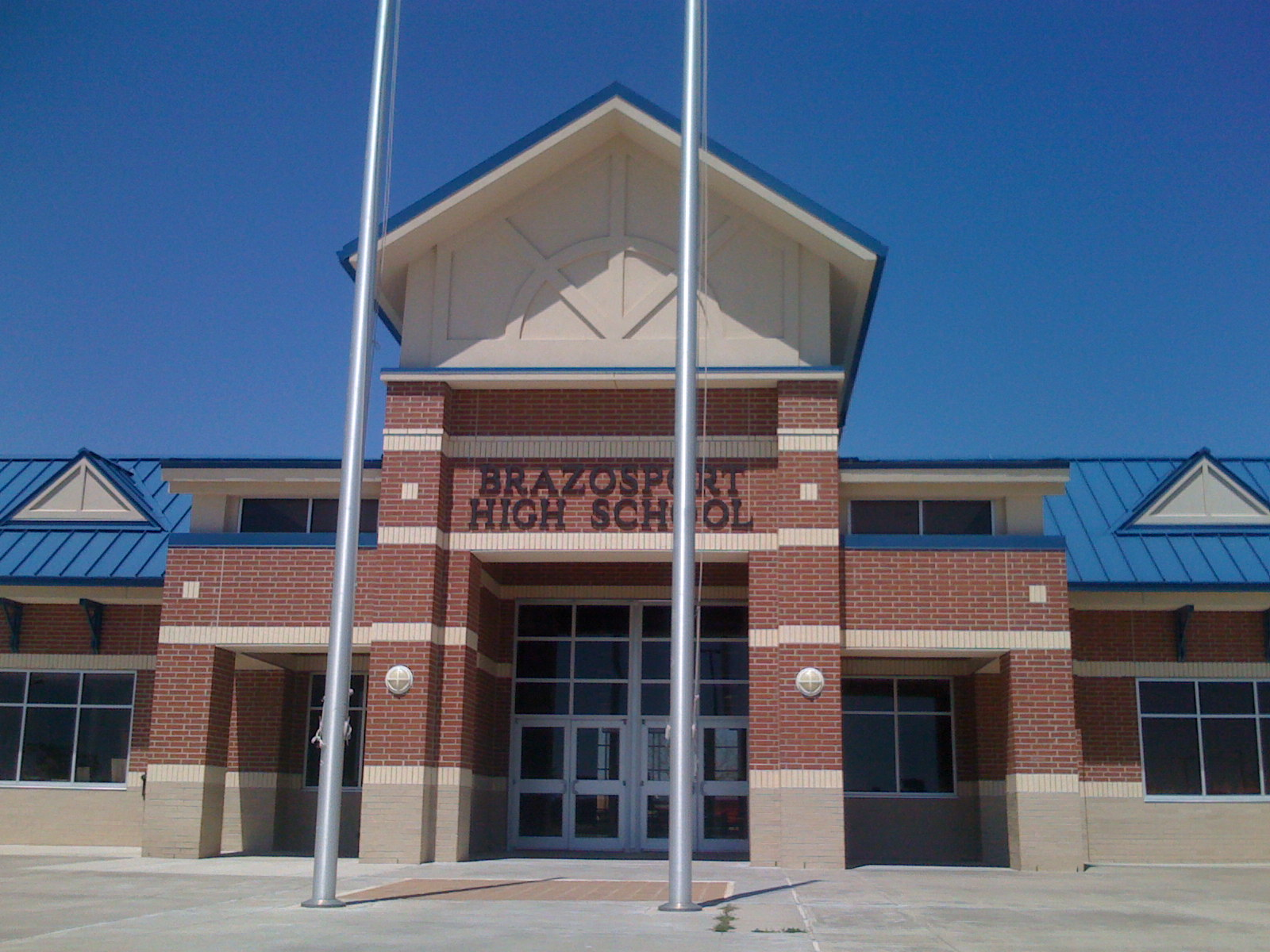
Lycée Brazosport

## Économie
BASF est le principal employeur de Freeport.

## Source
- (en) Cet article est partiellement ou en totalité issu de l’article de Wikipédia en anglais intitulé « Freeport, Texas » (voir la liste des auteurs).

1. ↑  D'après Poor's Government and Municipal Supplement, Poor's Publishing Company, 1922, p. 760.
2. ↑  D’après  Diana J. Kleiner, « Freeport, TX (Brazoria County) », sur Handbook of Texas Online (consulté le 26 février 2020).
3. ↑  D’après Williams Haynes, Brimstone, The Stone That Burns: The Story Of The Frasch Sulphur Industry, Princeton, N.J., D. Van Norstrand Company, Inc., 1959 (ISBN 9781494093143), p. 75–85